# ソロモン・バイツ・ザ・ウォーム
「ソロモン・バイツ・ザ・ウォーム」(Solomon Bites The Worm)はイギリスのロックバンド、ブルートーンズのシングル、もしくはその表題曲。『リターン・トゥ・ザ・ラスト・チャンス・サルーン』からの先行シングルで、全英10位を記録。これで「スライト・リターン」以来4作連続シングルチャートのトップ10入りを果たしたが、現在のところブルートーンズにとって、これが最後のトップ10ヒット曲となっている。また、ブルートーンズの日本盤シングルが発売されたのは、今作が最後である。
タイトル曲は、アルバムの内容を象徴するようなハードな曲調となっている。また、その歌詞についてはマーク・モリス曰く、「実はあれ、ほとんど意味ないんだよね（笑）。イギリスに昔から伝わってる数え歌みたいなものの、言わばパロディなんだ。まぁ、強いて言えば、人の人生なんて短いんだから、一生懸命生きなきゃって気持ちがこめられてるって、そんな程度さ」とのこと
。
また、カップリングの「アイ・ウォークト・オール・ナイト」は、カントリーミュージシャンのハーガス・ロビンスという人物のカバー曲。

## 収録曲
1. ソロモン・バイツ・ザ・ウォーム / Solomon Bites the Worm
2. アイ・ワズ・ア・ティーンエイジ・ジーザス / I Was A Teenage Jesus
3. アイ・ウォークト・オール・ナイト / I Walked All Night

- 7"

1. Solomon Bites the Worm
2. I Was A Teenage Jesus